# Хакон Эйрикссон
Хакон Эйрикссон (древнесканд. Hákon Eiríksson; около 998—1029 или 1030) — последний хладирский ярл, правитель Норвегии от имени датских королей (1014—1015, 1028—1029/1030), сын Эйрика Хаконссона, племянник Свейна Хаконссона.

## Биография
Представитель династии норвежских правителей (ярлов) области Ладе в восточной части Тронхейма. Единственный сын Эйрика Хаконссона (957—1024), ярла Хладира (995—1024) и правителя Норвегии (1000—1014). Его матерью была Гита Свендоттир, дочь короля Дании Свена Вилобородого и сводная сестра Кнуда Великого.
В 1000 году после битвы у Свольдера и гибели норвежского конунга Олафа Трюггвассона датский король Свен Вилобородый назначил правителем Норвегии Эйрика, отца Хакона. Также, по условиям соглашения с норвежским королем, получивший норвежские земли Мёре, Ромсдал и Ранрики в Викене правитель Швеции Олафа Шетконунг получил управление ими своему зятю, Свейну Хаконссону, дяде Хакона.
В 1014 году умер король Дании Свен Вилобородый. Власть в Дании перешла к его сыну Харальду II, который формально наместника в Норвегии не назначал. Младший сын Свена, принц Кнуд (будущий король Кнуд Великий) отправился в поход в Англию, чтобы вернуть утраченную отцом корону. Ярл Эйрик, отец Хакона, присоединился к этому походу, который закончился успешно — Кнуд был провозглашен королем Англии, Эйрик получил титул эрла Нортумбрии и до конца своих дней оставался при сюзерене. Хакон остался фактическим правителем Норвегии, продолжая действовать как датский вассал и деля власть с дядей, Свейном Хаконссоном, который владел норвежскими землями в качестве вассала Швеции.
Уход из Норвегии Эйрика развязал руки сторонникам представителя династии Хорфагеров Олафа Харальдссона (будущего Олафа Святого), который в 1015 году вернулся в Норвегию и провозгласил себя королем. В 1016 году сопротивление хладирских ярлов было сломлено в битве у Несьяра, в которой Олаф разгромил войско Свейна Хаконссона.
Хакон Эйрикссон бежал в Англию, где был принят королем Кнудом Великим и получил от него титула ярла Вустера.
В 1016—1030 годах Хакон Эйрикссон упоминается как правитель Королевства Островов, правившим как вассал Кнуда Великого.
К 1028 году норвежская знать, приведшая к власти Олафа Святого, стала недовольна его правлением (продолжающейся христианизацией и подавлением своеволия бондов). Норвежские бонды снова обратились к датскому королю Кнуду Великому, который победил Олафа и вернул контроль над Норвегией. Управление страной он поручил Хакону Эйрикссону, но его правление продлилось недолго — в 1029 или 1030 году Хакон, покинувший Норвегию, погиб во время кораблекрушения в проливе Пентленд-Ферт между Оркнейскими островами и Шотландией.

## Семья
Был женат на Гуннхильде, племяннице короля Англии, Дании и Норвегии Кнуда Великого, от брака с которой имел дочь Бодиль Хаконсдоттер, а также внебрачных сыновей Ассура и Ульфа.
На Хаконе Эйрикссоне род хладирских ярлов прервался.

## «Русская» версия
Историк Эрик Брате в 1925 году отождествил Хакона с упомянутым в Повести временных лет варягом Якуном, который в 1024 году прибыл из-за моря на помощь Ярославу Мудрому в борьбе с его братом Мстиславом Тмутараканским, но вместе с Ярославом потерпел поражение в битве при Листвене и так бежал, что потерял свою знаменитую золотую «луду». С этим предположением согласны современные исследователи С. М. Михеев, Е. Кабанец и др. В этом случае у Хакона должен был быть не упомянутый в скандинавских источниках брат по имени Африкан (по другим данным Африкан отождествляется с сыном Ассуром) и племянники (или внуки) Шимон и Фрианд (историчность Фрианда ставится Прицаком под сомнение), которых Хакон-Якун выгнал после смерти брата.